# إكس إكس إكس هوليك

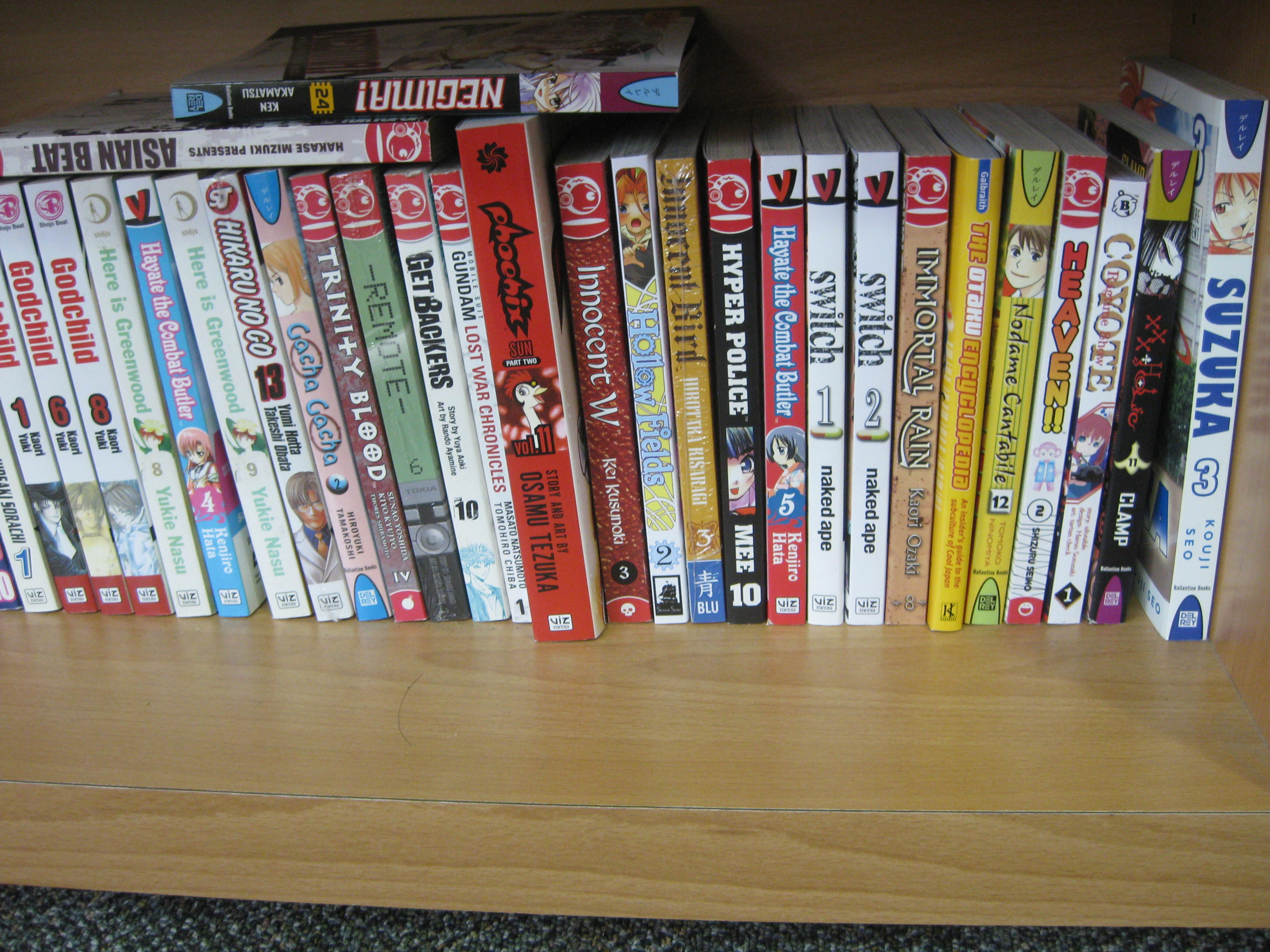

إكس إكس إكس هوليك (باليابانية: ×××ホリック) مانغا يابانية من تأليف ورسم مجموعة مانغاكا تدعى كلامب. أقتبست المانغا إلى مسلسل أنمي تلفزيوني في عام 2006.

## القصة
كيميهيرو واتانوكي طالب في المرحلة الثانوية تحصل معه أشياء غريبة حيث أنه يستطيع رؤية الأرواح والأشباح ولذلك يظنه الناس فتى غريبا.. وهذه الأشباح دائما ما تهاجمه في أي مكان وفي يوم من الأيام وهو عائد إلى المنزل يقف أمام منزل غريب وعندما يحاول أن يتجاهله تتحرك قدماه لتدخلاه إلى هذا المنزل الغريب ويلتقي بـ سيدة شابة تدعى (يوكو–سان) وتخبره أنه عندما دخل إلى المنزل فهذا يعني أن لديه أمنية وأن هذا المتجر هو متجر لتحقيق الأمنيات وهنا يعقد واتانوكي صفقة مع يوكو مقابل أن يعمل بدوام جزئي في متجرها وتبدأ مغامرات واتانوكي مع صديقيه دوميكي وهيماواري والسيدة يوكو من خلال أحداث غريبة وعجيبة.

## الشخصيات
- كيميهيرو واتانوكي (باليابانية: 四月一日 君尋)

مؤدي الصوت: جون فوكوياما.
- يوكو أيتشيهارا (باليابانية: 壱原 侑子)

مؤدية الصوت: ساياكا أوهارا.
- شيزوكا دوميكي (باليابانية: 百目鬼 静)

مؤدي الصوت: كازويا ناكاي.
- هيماواري كونغي (باليابانية: 九軒 ひまわり)

مؤدية الصوت: شيزوكا إيتو.

## روابط خارجية
- إكس إكس إكس هوليك على موقع ألو سيني (الفرنسية)
- إكس إكس إكس هوليك على موقع ANN manga (الإنجليزية)